# Великий сыщик Филинта
«Великий сыщик Филинта» (тур. Filinta) — турецкий детективный телесериал, созданный для канала TRT 1 Юсуфом Эсенкалом и Сердаром Эретичи. Сериал, состоящий из двух сезонов, транслировался с 2014 по 2016 год.
Президент Турции Реджеп Тайип Эрдоган и его жена Эмине были в числе поклонников сериала (который на момент своего производства был одним из самых дорогостоящих телепроектов Турции) и даже посетили съёмочную площадку.

## Сюжет
Филинта — сыщик при Министерстве юстиции Османской империи, действующий в Стамбуле конца XIX века — обладает феноменальным детективным чутьём. Он почти в одиночку разоблачает разнообразные заговоры, расследует преступления и борется с преступностью. По ходу сериала он оказывается втянут в длительную вражду с банкиром Борисом Захариасом, который стоит за многими злодеяниями в городе.

## Актёрский состав
- Онур Туна — Филинта Мустафа, гениальный сыщик
- Нур Феттахоглу — Сюрейя
- Беррак Тюзюнатач — Фарах
- Серхат Тутумлуер — Борис Захариас, могущественный банкир
- Камиль Гюлер — Абдулла, фотограф
- Мехмет Озгюр — судья Гияседдин Хатеми, приёмный отец Филинты
- Асена Тугал — Лейла
- Решад Стрик — Зюльфю
- Каан Урганджиоглу — Отто Петрович